# Урсу Наталія Олексіївна
Наталія Олексіївна Урсу (нар. 1 січня 1952, смт Вулканешти, Молдова) — українська мистецтвознавиця, художниця декоративно-прикладного мистецтва (текстиль), Доктор мистецтвознавства (2008), професор (2011). Членкиня Національної спілки художників України (2010) та Національної спілки краєзнавців України. Лауреатка Хмельницької обласної премії імені І. Винокура (2016).

## Біографічні дані
Народилась 1 січня 1952 р. в Молдові. Батько був військовим, мати — адвокаткою. Змалку цікавилася мистецтвом, навчалася в музичній і художній школах, захоплювалася класичною та мистецтвознавчою літературою.
1968—1975 рр. навчалася у Львівському інституті прикладного та декоративного мистецтва (нині Львівська національна академія мистецтв). Серед її викладачів — професори Володимир Овсійчук, Еммануїл Мисько, Володимир Черкасов, Ласло Пушкаш, Дмитро Крвавич та ін.
Працювала викладачкою рисунку, живопису, композиції та моделювання одягу в Кишинівському технологічному технікумі (1975—1981); асистенткою, старшою викладачкою, доценткою, завідувачкою кафедри декоративно-прикладного мистецтва художньо-графічного факультету в Кишинівському педагогічному університеті імені І. Крянге (1981—1992).
1986 р. захистила кандидатську дисертацію в Московському вищому художньо-промисловому училищі (колишнє Строганівське).
Від 1992 р. розпочала наукову і педагогічну діяльність у Кам'янець-Подільському педагогічному інституті (нині Кам'янець-Подільський національний педагогічному університет імені Івана Огієнка): 1992—1995 — старша викладачка, 1995—1997 — доцент кафедри музики та образотворчого мистецтва, 1997—2004 — викладачка кафедри педагогіки і методики початкового навчання і образотворчого мистецтва, від 2004 р. очолює кафедру образотворчого і декоративно-прикладного мистецтва та реставрації творів мистецтва.
Досліджує проблеми відродження національної мистецької спадщини, сакральне мистецтво чину домініканців в Україні, питання теорії й методики викладання образотворчого мистецтва та декоративно-прикладного мистецтва у вищих та середніх навчальних закладах. Авторка близько 300 наукових праць, серед яких посібники, методичні вказівки, наукові статті у фахових збірниках України.
2005 р. отримала грант Американської Асоціації Наукових Товариств (Нью-Йорк).
У 2007 р. видана наукова монографія: «Мистецька спадщина домініканського ордену XVII— ХІХ ст. на території України».
Учасниця багатьох Міжнародних конференцій в Україні й за кордоном.
2008 р. — захист докторської дисертації «Сакральне мистецтво домініканського ордену на землях України XVII—XIX ст.»
14.04.2011 р. присвоєне вчене звання професора. Очолює Наукову школу, а також Міжнародний науковий центр досліджень історії образотворчого мистецтва, декоративно-прикладного мистецтва й архітектури; член міжнародних асоціацій і товариств: International Association for the Humanities (IAH) — Міжнародної асоціації гуманітаріїв (МАГ) з 2007 року; Міжнародного інтернет-товариства «Історики давнього мистецтва», Краків, Польща з 2011 р.
Членкиня Спеціалізованої вченої ради по захисту кандидатських дисертацій К 20. 051. 08 (Прикарпатський національний університет імені Василя Стефаника) зі спеціальності 26.00.01 — теорія та історія культури (мистецтвознавство) та 17.00.06 — декоративне і прикладне мистецтво.

## Нагороди та відзнаки
- 1987 р. — відзнака Відмінник народної освіти Молдови.
- 2002 р. — відзнака Відмінник освіти України.
- 2007 р. — державна нагорода МОН України — нагрудний знак «За наукові досягнення».
- 2009 р. — Командорський хрест Міжнародного ордену Святого Станіслава (Дама ордену) за наукові дослідження храмів св. Станіслава в Україні.
- 2013 р. — Подяка Прем'єр-міністра України за особистий внесок у підготовку спеціалістів у галузі мистецької освіти, багаторічну сумлінну працю та професіоналізм.
- 2016 р. — лауреатка науково-краєзнавчої премії Хмельницької області імені академіка І. Винокура.

## Основні публікації
- Практикум по моделированию одежды: метод. указания / Н. Урсу. — Кишинев: Тип. КПИ им. С. Лазо, 1983. — 31 с. : ил.
- Чарующий мир народного искусства: метод. пособие / Н. Урсу. — Кишинев: Тип. КПИ им. С. Лазо, 1990. — 64 с. : ил.
- Знакомьтесь — ОРИГАМИ: метод. пособие для детей / Н. Урсу. — Каунас: Швиеса, 1991. — 18 c. : ил.
- Кам'янецька ведута / Н. О. Урсу. — Кам'янець-Подільський: Абетка-Нова, 2000. — 40 с. : іл.
- Теорія і практика наукових досліджень / Н. О. Урсу, В. І. Лашко, Б. М. Негода. — Кам'янець-Подільський державний університет, інформаційно-видавничий відділ, 2004. — 34 с.
- Теоретичні основи композиції / Н. О. Урсу, Б. М. Негода, В. А. Гнатюк. — Кам'янець-Подільський державний університет, інформаційно-видавничий відділ, 2004. — 50 с.
- Мистецька спадщина домініканського ордену XVII-ХІХ ст. на території України: монографія / Н. О. Урсу. — Кам'янець-Подільський: 2007. — 367 с. : іл.
- Trzynawowe świątynie Dominikańskie na ziemiach Prawobrzeżnej Ukrainy w wiekach XVII—XIX / N. Ursu // Nasza Przeszłość. Studia z dziejów Kościoła i kultury katolickiej w Polsce. — Kraków, 2005. — № 104. — S. 267—286.
- Основи музейної справи: метод.вказівки / Н. О. Урсу, І. В. Березіна. — Кам'янець-Подільський: ФОП Сисин О. В., 2009. — 48 с. : іл.
- Архітектура Хмельниччини: колективна монографія / Н. О. Урсу, І. В. Березіна. — Вища педагогічна освіта і наука України: історія, сьогодення та перспективи розвитку. Хмельницька обл. / [ред. рада вид. : В. Г. Кремень (гол.) та ін.; редкол. тому: О. М. Завальнюк (гол.) та ін.]. — К. : Знання України, 2010. — С. 101—118.
- Образотворче мистецтво Хмельниччини: колективна монографія / Н. О. Урсу, І. В. Березіна. — Вища педагогічна освіта і наука України: історія, сьогодення та перспективи розвитку. Хмельницька обл. / [ред. рада вид. : В. Г. Кремень (гол.) та ін.; редкол. тому: О. М. Завальнюк (гол.) та ін.]. — К. : Знання України, 2010. — С. 118—132.
- Декоративно-прикладне мистецтво Хмельниччини: колективна монографія / Н. О. Урсу, І. В. Березіна. — Вища педагогічна освіта і наука України: історія, сьогодення та перспективи розвитку. Хмельницька обл. / [ред. рада вид. : В. Г. Кремень (гол.) та ін.; редкол. тому: О. М. Завальнюк (гол.) та ін.]. — К. : Знання України, 2010. — С. 132—143.
- Малярство іноземних художників на теренах Кам'янеччини XVIII—XIX ст. / Н. О. Урсу // Записки наукового товариства імені Шевченка. — Т. CCLXI: Праці Комісії образотворчого та ужиткового мистецтва. — Львів, 2011. — (728 с.). — С. 266—272.
- Żółkiewska «Hetmanka» / N. Ursu // Rocznik Biblioteki Naukowej Polskiej Akademii Umiejętności i Polskiej Akademii Nauk w Krakowie. Polska Akademia Umiejętności. — Kraków, 2010. — R.55. — S. 133—144 : il.

- Нариси з історії образотворчого і декоративно-прикладного мистецтва Хмельниччини: монографія / Н. О. Урсу. — Кам'янець-Подільський: 2011. — 223 с. : іл.
- Теорія і практика наукових досліджень / Н. О. Урсу, І. В. Березіна, В. Г. Паньков: навч.посібник. — Кам'янець-Подільський: Аксіома, 2011. — 104 с. З грифом МОН.
- Art History investigations of sacral heritage of the Dominican order of the 13th — 19th centuries on Ukrainian lands  / N. Ursu // Jubilee International Conference: History of Art History in Central-Eastern and Southern-Eastern Europe. — Torun: Society of Modern Art & Tako Publishing House, 2012. — vol. 1. — (300 s.). — S. 163—168.

- Культурно-Мистецька спадщина Поділля у художніх фотографіях Михайла Грейма (друга половина XIX — початок XX ст.): монографія / І. С. Підгурний, Н. О. Урсу. — Кам'янець-Подільський: Аксіома, 2012. — 232 с. : іл.
- Artistic Activity of the Trinity Monk Iosyf from St. Teresa  / N. Ursu // British Journal of Science, Education and Culture, 2014, No.1. (5) (January-June). — Volume II: «London University Press», London,  2014.   – (638 P.). — P. 475—479. Proceedings of the Journal are located in the Databases Scopus.

- Володимир Гегенмейстер життя і творчість: монографія / Н. О. Урсу, І. А. Гуцул. — Кам'янець-Подільський: 2015. — 223 c.: іл.
- Митці Кам'янця-Подільського: архітектори, мистецтвознавці, художники: монографія / Н. О. Урсу. — Кам'янець-Подільський: ФОП Сисин О. В., 2016. — 240 с. : іл.
- Kamieniec Podolski — miasto wspólnego dziedzictwa: kreacja i destrukcja / N. Ursu // Theofos: filozofia, teologia, kultura. — Kraków: Theos Logos, 2016. — Rocznik № 2. — S. 198—210.
- Костел св. Миколая в Кам'янці-Подільському: монографія / Н. О. Урсу. — Кам'янець-Подільський: Аксіома, 2017. — 116 с. : іл.
- Чари козацького письма. Мальовниче життя Бориса Негоди: монографія / Н. О. Урсу. — Кам'янець-Подільський: Аксіома, 2017. — 123 с. : іл.